# Vis (plaats)
Vis (Italiaans: Lissa) is een stadje op het Dalmatische (Kroatië) eiland Vis, gelegen aan de Adriatische Zee, in de provincie Split-Dalmatië.
De plaats bestaat al lange tijd uit twee aparte delen - Luka en Kut -, daarom is de parochiële kerk, later ook de school, hiertussen gebouwd zodat ze beter op elkaar aansluiten.

## Geografie
Het stadje ligt aan een brede baai (St. Joris) aan de noordoostkant van het eiland. De haven ligt in het meest afgelegen zuidwestelijke deel van de baai, door het eilandje Host en het schiereilandje Prirovo beschermd tegen de elementen van de open zee. In de baai zijn nog kleinere aanlegplaatsen bij de stadsdelen Kut en Stonca.
Een hoge bergkam (250–300 m) scheidt het stadje van de vruchtbare velden in de binnenlanden van het eiland
(Dračevo en Velo Polje), die aan de basis hebben gestaan van de economische ontwikkeling van de plaats (wijnbouw).
Onder de gemeente Vis vallen ook de afgelegen zuidelijke en zuidoostelijke kust van het eiland Vis met talloze baaien en inhammen (Milna, Rukavac, Srebrna, Stiniva, Stončica, Ruda en andere) en de eilandjes Budihovac en Ravnik , die een groot toeristisch potentiaal hebben.

## Geschiedenis
De eerste nederzetting op de plaats van de huidige stad Vis was gebouwd in de vierde eeuw voor Christus door Griekse kolonisten uit Sicilië onder de naam Issa. Grieken werden aangetrokken door Issa's geografische ligging omdat het de mogelijkheid gaf de bewegingen te controleren van de schepen die de Adriatische zee bevoeren. Het antieke Issa begon zich te ontwikkelen als het stedelijk en economisch centrum van Dalmatië en deed ook dienst als militaire basis voor de kolonisatie van plaatsen in de buurt van het huidige Split, zoals Stobreč (Epetion) en Trogir (Tragurion). Issa functioneerde als onafhankelijke polis tot omstreeks 168 v.Chr. toen het werd veroverd door het Romeinse Rijk. Hierna verloor Issa zijn invloed tot in de late middeleeuwen.
Van de middeleeuwen tot 1797 behoorde Lissa tot de republiek Venetië. Daarna behoorde het tot het koninkrijk Italië, een Noord-Italiaanse vazalstaat van Frankrijk. Vanaf 1814 werd het onderdeel van Oostenrijk. De stad behield zijn Italiaanse naam Lissa. 
Het in 1861 herenigde Italië probeerde de onder Oostenrijkse heerschappij staande Italiaanssprekende gebieden te veroveren in een alliantie met Pruisen in de Duitse Oorlog (ook wel de Derde Italiaanse Onafhankelijkheidsoorlog). In 1866 versloeg de Oostenrijkse vloot in deze strijd de Italiaanse in de Slag bij Lissa. Het monument van de zeeslag is in 1918 verplaatst naar de marine-academie in Livorno, Italië. In 2006 is op de plaatselijke begraafplaats een replica geplaatst.
In 1915 werd Lissa bij het Pact van Londen aan Italië toegewezen. Door het Verdrag van Rapallo (1920) kwam het bij het nieuw gevormde koninkrijk Joegoslavië.

## Gemeente
Het stadje Vis is de hoofdplaats van de gelijknamige gemeente. De gemeente Vis is een van de twee gemeenten op het eiland Vis; de andere gemeente is Komiža.
Onder de gemeente Vis vallen naast het stadje Vis nog tien dorpen en buurtschappen (2006), dit zijn:

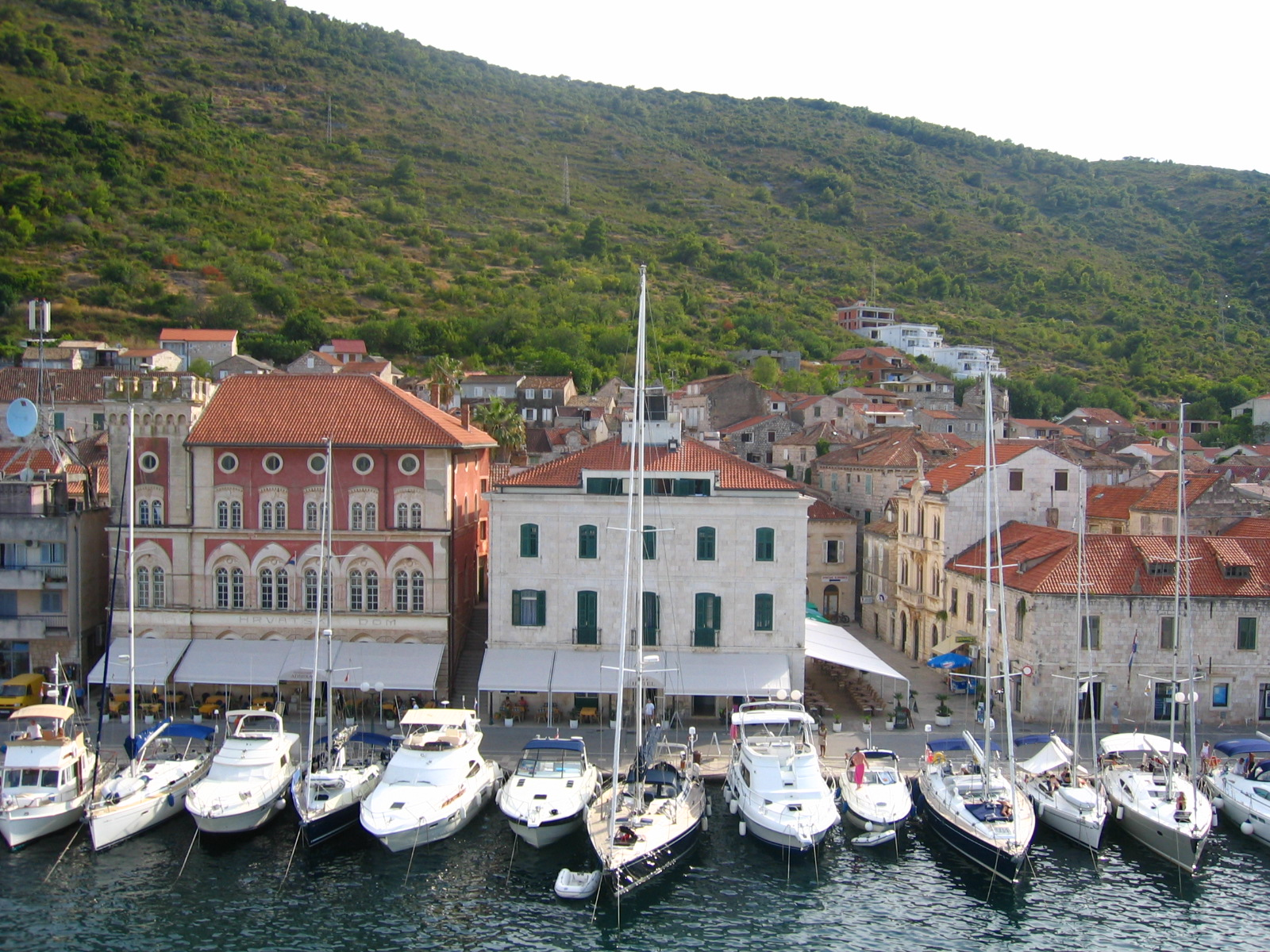
Haven van Vis

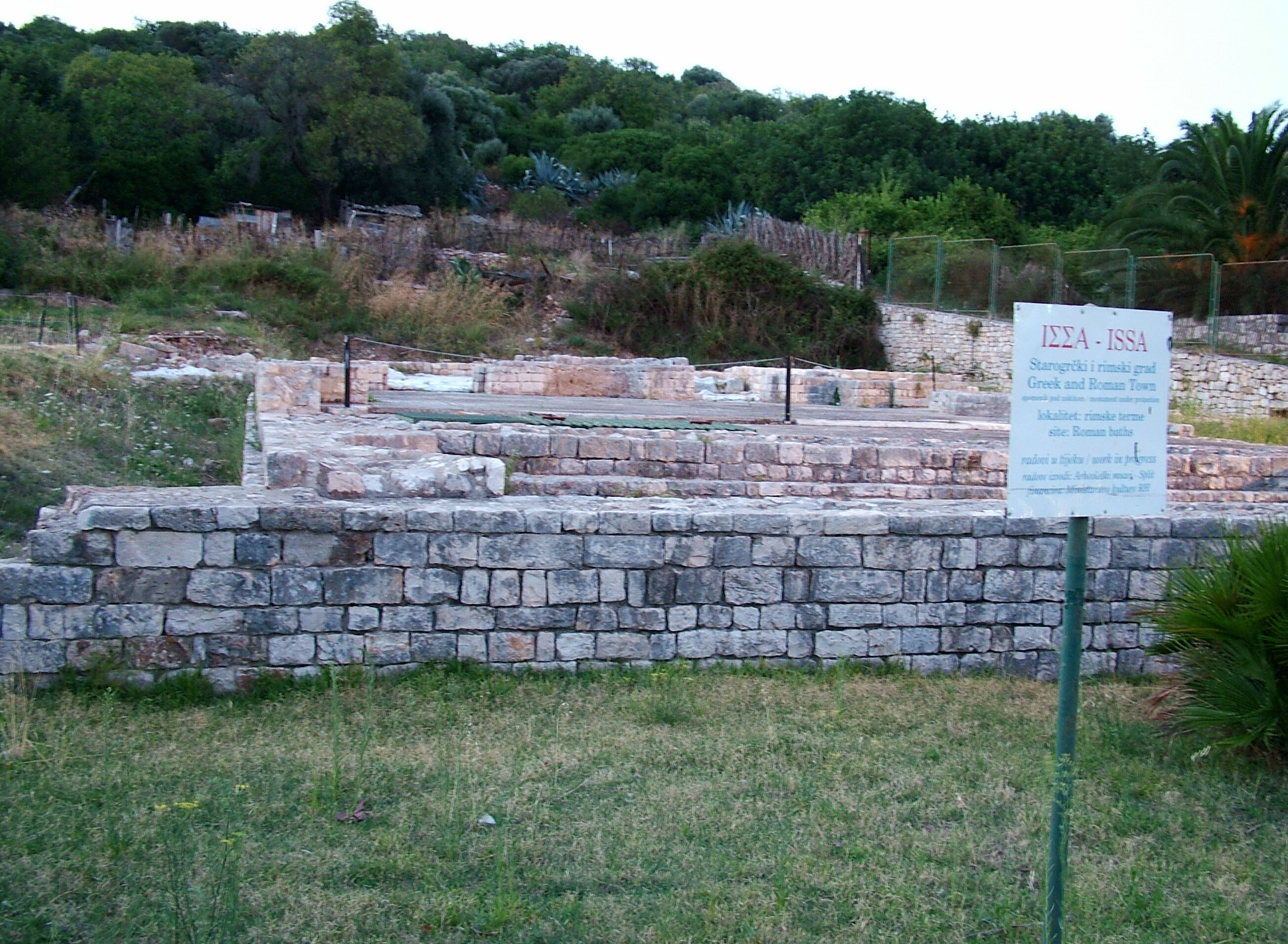
Ruïnes van Romeinse baden

- Brgujac
- Dračevo Polje
- Marine Zemlje
- Milna,Vis
- Plisko Polje
- Podselje
- Podstražje
- Rogačić
- Rukavac
- Stončica

## Economie
Tot de tweede helft van de twintigste eeuw was wijnbouw de belangrijkste bron van inkomsten. Vandaag de dag werkt de bevolking voornamelijk in het toerisme en de dienstverlening.
In de stad bevindt zich de enige palmenkwekerij aan de oostelijke kust van de Adriatische Zee.

## Onderwijs
In Vis bevindt zich een basisschool. Oudere leerlingen kunnen sinds 1975 naar de middelbare school "Antun Matijašević - Karamaneo". Deze heeft diverse richtingen, onder meer handelsschool en gymnasium, en is het centrum van het middelbaar onderwijs van het hele eiland Vis. Leerlingen uit de gemeente Komiža genieten hier namelijk ook onderwijs.
Tot de jaren 1960 bestonden ook scholen in de dorpen Podselje, Podstražje en Marine Zemlje, maar die zijn gesloten vanwege de ontvolking.
Steden (gradovi): Split · Hvar · Imotski · Kaštela · Komiža · Makarska · Omiš · Sinj · Solin · Stari Grad · Supetar · Trilj · Trogir · Vis · Vrgorac · Vrlika

Gemeenten (općine): Baška Voda · Bol · Brela · Cista Provo · Dicmo · Dugi Rat · Dugopolje · Gradac · Hrvace · Jelsa · Klis · Lećevica · Lokvičići · Lovreć · Marina · Milna · Muć · Nerežišća · Okrug · Otok · Podbablje · Podgora · Podstrana · Postira · Prgomet · Primorski Dolac · Proložac · Pučišća · Runovići · Seget · Selca · Sućuraj · Sutivan · Šestanovac · Šolta · Tučepi · Zadvarje · Zagvozd · Zmijavci